# Светско првенство у атлетици на отвореном 1995.
5. Светско првенство у атлетици на отвореном, под покровитељством ИААФ (Међународне асоцијације атлетских федерација), одржано је на стадиону Улеви у Гетеборгу у Шведској између 5. августа и 13. августа.
Учествовала су 1804 спортисте из 191 земље, који су се такмичили у 44 дисциплине 24 мушке и 20 женских. Разлика од претходног првенства је дисциплина трке на 5.000 метара у женској конкуренцији уместо дотадашње трке на 3.000 метара.
Најуспешнији учесник био је Мајкл Џонсон. Овај Американац је објединио 3 златне медаље у дисциплинама на 200, 400 и штафети 4 х 400 метара. Џонсон је у Шведској остварио свој 46 тријумф заредом на 400 метара, а разлика између њега и другопласираног Буча Рејнолдса била је највећа још од првих Олимпијских игара 1896. у Атини.
Поред резултата Џонсона, првенство је остало упамћено највише по историјском остварењу у троскоку Џонатана Едвардса. Четири пута током 1995. године Британац је скочио преко 18 метара, али је увек ветар био јачи од дозвољених 2 м/сек. У Гетеборгу се коначно све поклопило. У првом скоку „долетао“ је на 18,16 метара, да би у другом покушају стигао до 2,29 метара и поправио свој ранији светски рекорд. У истој дисциплини у конкуренцији жена Украјинка Инеса Кравец је постигла резултат 15,50 метара. Њихови светски рекорди су важећи и данас (јануар 2010).
Уз Едвардса и Кравецову светски рекорд поставила је и Американка Ким Батен у дисциплини 400 метара са препонама, после велике борбе са земљакињом Тањом Бафорд.
Пету светску круну са прескочених 5,92 освојио је Сергеј Бупка, победник свих пет светских првенстава. Ларс Ридл у бацању диска победио је трећи пут заредом. Успехе из Штутгарта 1993 поновили су Хаиле Гебрселасије на 10.000 метара, Нуредин Морсели на 1.500 метара, Андреј Абдувалијев у бацању кладива, Јан Железни у бацању копља, Мерлин Оти у трци на 200 метара и Гејл Диверс на 100 метара препоне.
Примат на 400 метара повратила је Мари Жозе Перек, а Бугарка Стефка Костадинова је после осам година поново била најбоља висашица на свету. Иван Педросо је првом титулом у скоку удаљ најавио доминацију у наредном периоду.
Поново су Американци били убедљиво најуспешнији са 19 медаља од којих су 12 биле златне, две сребрне и 5 бронзаних. Од осталих земаља нико није узео више од две златне медаље.

## Земље учеснице
На Светском првенству на отвореном 1995. учествовало је 1.755 атлетичара из 190 земаља. Број спортиста одређене земље дат је у загради поред њеног имена.
| 1. Азербејџан (2) 2. Албанија (2) 3. Алжир (8) 4. Америчка Девичанска Острва (2) 5. Америчка Самоа (2) 6. Ангвила (1) 7. Ангола (1) 8. Андора (1) 9. Антигва и Барбуда (2) 10. Аргентина (4) 11. Аруба (1) 12. Аустралија (45) 13. Аустрија (8) 14. Бангладеш (4) 15. Барбадос (4) 16. Бахаме (19) 17. Бахреин (1) 18. Белгија (14) 19. Белизе (2) 20. Белорусија (32) 21. Бенин (2) 22. Бермуда (2) 23. Боливија (2) 24. Босна и Херцеговина (3) 25. Боцвана (2) 26. Бразил (27) 27. Британска Девичанска Острва (1) 28. Брунеј (1) 29. Бугарска (16) 30. Буркина Фаса (2) 31. Бурунди (4) 32. Вануату (2) 33. Венецуела (2) 34. Вијетнам (2) 35. Габон (2) 36. Гамбија (2) 37. Гана (7) 38. Гвајана (4) 39. Гвам (1) 40. Гватемала (2) 41. Гвинеја (2) 42. Гибралтар (2) 43. Гренада (1) 44. Грузија (4) 45. Грчка (20) 46. Данска (15) 47. ДР Конго (2) 48. Доминика (2) 49. Доминиканска Република (2) 50. Египат (2) 51. Еквадор (5) 52. Естонија (10) 53. Етиопија (15) 54. Замбија (4) 55. Зимбабве (9) 56. Израел (8) 57. Индија (2) 58. Индонезија (2) 59. Иран (1) 60. Ирска (15) 61. Исланд (5) 62. Италија (51) 63. Јамајка (28) | 1. Јапан (30) 2. Јемен (1) 3. Јерменија (2) 4. Јордан (1) 5. Југославија (5) 6. Јужна Кореја (6) 7. Јужноафричка Република (19) 8. Казахстан (15) 9. Кајманска Острва (1) 10. Камерун (9) 11. Канада (24) 12. Катар (3) 13. Кенија (32) 14. Кина (28) 15. Кинески Тајпеј (9) 16. Кипар (7) 17. Киргистан (2) 18. Колумбија (8) 19. Конго (2) 20. Костарика (2) 21. Куба (40) 22. Кувајт (1) 23. Кукова Острва (2) 24. Лаос (1) 25. Лесото (1) 26. Летонија (9) 27. Либан (2) 28. Либерија (2) 29. Литванија (10) 30. Лихенштајн (2) 31. Луксембург (1) 32. Мадагаскар (2) 33. Мађарска (18) 34. Мјанмар (2) 35. Малдиви (2) 36. Малезија (2) 37. Мали (2) 38. Малта (2) 39. Мароко (18) 40. Мауританија (2) 41. Маурицијус (4) 42. Мексико (30) 43. Микронезија (1) 44. Мозамбик (1) 45. Молдавија (4) 46. Монголија (1) 47. Монсерат (1) 48. Намибија (3) 49. Науру (1) 50. Немачка (92) 51. Непал (2) 52. Нигерија (18) 53. Никарагва (2) 54. Нови Зеланд (18) 55. Норвешка (22) 56. Острво Норфок (1) 57. Обала Слоноваче (5) 58. Оман (1) 59. Пакистан (2) 60. Палестина (2) 61. Панама (2) 62. Папуа Нова Гвинеја (2) 63. Парагвај (2) | 1. Перу (1) 2. Пољска (20) 3. Порторико (2) 4. Португалија (23) 5. Руанда (1) 6. Румунија (25) 7. Русија (85) 8. Салвадор (2) 9. Самоа (2) 10. Сан Марино (1) 11. Сао Томе и Принсипе (2) 12. Саудијска Арабија (11) 13. Свазиленд (3) 14. Света Луција (2) 15. Северна Маријанска Острва (1) 16. Сејшели (2) 17. Сенегал (7) 18. Сент Винсент и Гренадини (3) 19. Сент Китс и Невис (6) 20. Сијера Леоне (2) 21. Сингапур (2) 22. Сирија (2) 23. САД (116) 24. Словачка (11) 25. Словенија (9) 26. Соломонова Острва (1) 27. Сомалија (1) 28. Судан (2) 29. Суринам (2) 30. Тајланд (1) 31. Танзанија (4) 32. Таџикистан (2) 33. Того (4) 34. Тонга (2) 35. Тринидад и Тобаго (6) 36. Тунис (4) 37. Туркменистан 1 (1м+0ж)) 38. Турска (7) 39. Уганда (4) 40. Узбекистан (8) 41. Уједињени Арапски Емирати (1) 42. Уједињено Краљевство (72) 43. Украјина (38) 44. Уругвај (2) 45. Филипини (2) 46. Финска (34) 47. Фиџи (1) 48. Француска (63) 49. Хаити (1) 50. Холандија (7) 51. Холандски Антили (1) 52. Хонгконг (2) 53. Хондурас (2) 54. Хрватска (5) 55. Централноафричка Република (2) 56. Чад (2) 57. Чешка (25) 58. Чиле (2) 59. Џибути (3) 60. Швајцарска (16) 61. Шведска (39) 62. Шпанија (54) 63. Шри Ланка (5) |

## Освајачи медаља

### Мушкарци
| Дисциплина              |                                                                               | Резултат     |                                                                            | Резултат |                                                                              | Резултат    |
| 100 м детаљи            | Донован Бејли · Канада                                                        | 9,97         | Бруни Сурин · Канада                                                       | 10,03    | Ато Болдон · Тринидад и Тобаго                                               | 10,03       |
| 200 м детаљи            | Мајкл Џонсон · Сједињене Државе                                               | 19,79 РСП    | Френк Фредерикс · Намибија                                                 | 20,12    | Џеф Вилијамс · Сједињене Државе                                              | 20,18       |
| 400 м детаљи            | Мајкл Џонсон · Сједињене Државе                                               | 43,39 РСП    | Буч Рејнолдс · Сједињене Државе                                            | 44,22    | Грег Хотон · Јамајка                                                         | 44,56       |
| 800 м детаљи            | Вилсон Кипкетер · Данска                                                      | 1:45,08      | Артемон Хатунгимана · Бурунди                                              | 1:45,64  | Вебјерн Родал · Норвешка                                                     | 1:45,68     |
| 1.500 м детаљи          | Нуредин Морсели · Алжир                                                       | 3:33,73      | Хишам ел Геруж · Мароко                                                    | 3:35,28  | Венусте Нијонгабо · Бурунди                                                  | 3:35,56     |
| 5.000 м детаљи          | Исмаил Кируи · Кенија                                                         | 13:16,77     | Халид Булами · Мароко                                                      | 13:17,5  | Шем Корорија · Кенија                                                        | 13:17,59    |
| 10.000 м детаљи         | Хаиле Гебрселасије · Етиопија                                                 | 27:12,95 РСП | Халид Ска · Мароко                                                         | 27:14,53 | Пол Тергат · Кенија                                                          | 27:14,70    |
| Маратон детаљи          | Мартин Физ · Шпанија                                                          | 2:11:41      | Дионисио Серон · Мексико                                                   | 2:12:13  | Луиз Антонио до Сантос · Бразил                                              | 2:12:49     |
| 110 м препоне детаљи    | Ален Џонсон · Сједињене Државе                                                | 13,00        | Тони Џарет · Уједињено Краљевство                                          | 13,04    | Роџер Кингдом · Сједињене Државе                                             | 13,19       |
| 400 м препоне детаљи    | Дерек Аткинс · Сједињене Државе                                               | 47,98        | Самјуел Матете · Замбија                                                   | 48,03    | Стефан Дијагана · Француска                                                  | 48,14       |
| 3.000 м препреке детаљи | Мозиз Киптануи · Кенија                                                       | 8:04,16 РСП  | Кристофер Косгеи · Кенија                                                  | 8:09,30  | Сад Шадад Ал-Асмари · Саудијска Арабија                                      | 8:12,95 АЗР |
| 20 км ходање детаљи     | Микеле Дидони · Италија                                                       | 1:19:59      | Валентин Масана · Шпанија                                                  | 1:20:23  | Јевгениј Мисјулја · Белорусија                                               | 1:20:48     |
| 50 км ходање детаљи     | Валентин Кононен · Финска                                                     | 3:43:42      | Ђовани Перичели · Италија                                                  | 3:45:11  | Роберт Корженовски · Пољска                                                  | 3:45:57     |
| 4 × 100 метара детаљи   | Донован Бејли, · Роберт Езми, · Гленрој Гилберт, · Бруни Сурин · Канада       | 38,31        | Пол Хендерсон, · Тим Џексон, · Стив Бримаком, · Дејмијен Марш · Аустралија | 38,50    | Ђовани Пуђони, · Ецио Мадонија, · Анђело Чиполони, · Сандро Флорис · Италија | 39,07       |
| 4 × 400 метара детаљи   | Марлон Ремзи, · Дерек Милс, · Буч Рејнолдс, · Мајкл Џонсон · Сједињене Државе | 2:57,32      | Мајкл Макдоналд, Давијан Кларк, Дени Макфарлан, Грег Хотон Јамајка         | 2:59,88  | Удеме Екпејонг, · Кунле Адеџујигбе, · Џуд Монје, · Сандеј Бада · Нигерија    | 3:03,18     |
| Скок удаљ детаљи        | Иван Педросо Куба                                                             | 8,70         | Џејмс Бекфорд Јамајка                                                      | 8,30     | Мајк Пауел САД                                                               | 8,29        |
| Троскок детаљи          | Џонатан Едвардс · Уједињено Краљевство                                        | 18,29 СР     | Брајан Велман · Бермуди                                                    | 17,62    | Жером Ромен · Доминика                                                       | 17,59       |
| Скок увис детаљи        | Трој Кемп · Бахами                                                            | 2,37         | Хавијер Сотомајор · Куба                                                   | 2,37     | Артур Партика · Пољска                                                       | 2,35        |
| Скок мотком детаљи      | Сергеј Бупка · Украјина                                                       | 5,92         | Максим Тарасов · Русија                                                    | 5,86     | Жан Галфион · Француска                                                      | 5,86        |
| Бацање кугле детаљи     | Џон Година · Сједињене Државе                                                 | 21,47        | Мика Халвари · Финска                                                      | 20,93    | Ренди Барнс · Сједињене Државе                                               | 20,41       |
| Бацање диска детаљи     | Ларс Ридл · Њемачка                                                           | 68,76 РСП    | Владимир Дубровшчик · Белорусија                                           | 65,98    | Василиј Каптјух · Белорусија                                                 | 65,88       |
| Бацање кладива детаљи   | Андреј Абдувалијев · Таџикистан                                               | 81,56        | Игор Астапкович · Белорусија                                               | 81,10    | Тибор Гечек · Мађарска                                                       | 80,98       |
| Бацање копља детаљи     | Јан Железни · Чешка                                                           | 89,58        | Стив Бакли · Уједињено Краљевство                                          | 86,30    | Борис Хенри · Њемачка                                                        | 86,08       |
| Десетобој детаљи        | Ден О'Брајен · Сједињене Државе                                               | 8.695        | Едуард Хамалаинен · Белорусија                                             | 8.489    | Мајк Смит · Канада                                                           | 8.419       |

Легенда: СР' = Светски рекорд, РСП = Рекорд светских првенстава, ЕР = Европски рекорд, ЈАР = Рекорд Јужне Америке, САР: рекорд Северне Америке, АФР: рекорд Африке, АЗР= рекорд Азије, ОКР= рекорд Океаније, СРС = Светски рекорд сезоне (најбоље време сезоне на свету), ЛРС = Рекорд сезоне (најбоље време сезоне), НР = Национални рекорд, ЛР = Лични рекорд

### Жене
| Дисциплина            |                                                                             | Резултат     |                                                                                       | Резултат    |                                                                                | Резултат |
| 100 м детаљи          | Гвен Торенс · Сједињене Државе                                              | 10,85        | Мерлин Оти · Јамајка                                                                  | 10,94       | Ирина Привалова · Русија                                                       | 10,96    |
| 200 м детаљи          | Мерлин Оти · Јамајка                                                        | 22,12        | Ирина Привалова · Русија                                                              | 22,12       | Галина Малчугина · Русија                                                      | 22,37    |
| 400 м детаљи          | Мари Жозе-Перек · Француска                                                 | 49,28        | Полин Дејвис · Бахаме                                                                 | 49,96       | Џерл Мајлс · Сједињене Државе                                                  | 50,00    |
| 800 м детаљи          | Ана Фиделија Кирот · Куба                                                   | 1:56,11      | Летитија Врисде · Суринам                                                             | 1:56,68 ЈАР | Кели Холмс · Уједињено Краљевство                                              | 1:56,95  |
| 1.500 м детаљи        | Хасиба Булмерка · Алжир                                                     | 4:02,42      | Кели Холмс · Уједињено Краљевство                                                     | 4:03,04     | Карла Сакраменто · Португалија                                                 | 4:03,79  |
| 5.000 м детаљи        | Соња О'Саливан · Ирска                                                      | 14:46,47 РСП | Фернанда Рибеиро · Португалија                                                        | 14:48,54    | Зара Уазиз · Мароко                                                            | 14:53,77 |
| 10.000 м детаљи       | Фернанда Рибеиро · Португалија                                              | 31:04,99     | Дерарту Тулу · Етиопија                                                               | 31:08,10    | Тегла Лоруп · Кенија                                                           | 31:17,66 |
| Маратон детаљи        | Мануела Мачадо · Португалија                                                | 2:25:39      | Анута Катуна · Румунија                                                               | 2:26:25     | Орнела Ферара · Италија                                                        | 2:30:11  |
| Маратон детаљи        | Маратонска стаза је била 400 метара краћа од нормалне                       |              |                                                                                       |             |                                                                                |          |
| 100 м препоне детаљи  | Гејл Диверс · Сједињене Државе                                              | 12,68        | Олга Шишигина · Казахстан                                                             | 12,80       | Јулија Граудин · Русија                                                        | 12,85    |
| 400 м препоне детаљи  | Ким Батен · Сједињене Државе                                                | 52,61 СР     | Тоња Бјуфорд-Бејли · Сједињене Државе                                                 | 52,62       | Дион Хемингс · Јамајка                                                         | 53,48 НР |
| 10 км ходање детаљи   | Ирина Станкина Русија                                                       | 42:13 РСП    | Елизабета Пероне Италија                                                              | 42:16       | Јелена Николајева Русија                                                       | 42:20    |
| 4 × 100 метара детаљи | Селена Монди · Карлет Гидри · Кристи Гејнс · Гвен Торенс · Сједињене Државе | 42,12        | Далија Духејни · Џулијет Катберт · Беверли Макдоналд · Мерлин Оти · Јамајка           | 42,25       | Мелани Пашке · Зилке Лихтенхаген · Зилке-Беате Нол · Габријеле Бекер · Немачка | 43,01    |
| 4 × 400 метара детаљи | · Ким Грејам · Рошел Стивенс · Камара Џоунс · Џерл Мајлс · Сједињене Државе | 3:22,29      | Татјана Чебукина · Светлана Гончаренко · Јулија Сотникова · Јелена Андрејева · Русија | 3:23,98     | Ли Нејлор · Рене Петска · Мелинда Гејнсфорд-Тејлор · Кети Фриман · Аустралија  | 3:25,88  |
| Скок удаљ детаљи      | Фиона Меј · Италија                                                         | 6,98         | Нијурка Монталво · Куба                                                               | 6,86        | Ирина Мушајлова · Русија                                                       | 6,83     |
| Троскок детаљи        | Инеса Кравец · Украјина                                                     | 15,50 СР     | Ива Пранџева · Бугарска                                                               | 15,18       | Ана Бирјукова Русија                                                           | 15,08    |
| Скок увис детаљи      | Стефка Костадинова Бугарска                                                 | 2,01         | Алина Астафеј Немачка                                                                 | 1,99        | Инга Бабакова Украјина                                                         | 1,99     |
| Бацање кугле детаљи   | Астрид Кумбернус · Немачка                                                  | 21,22        | Хуанг Џихунг · Кина                                                                   | 20,04       | Светла Миткова · Бугарска                                                      | 19,56    |
| Бацање диска детаљи   | Елина Зверева · Белорусија                                                  | 68,64        | Илке Вилуда · Немачка                                                                 | 67,20       | Олга Черњавскаја · Русија                                                      | 66,86    |
| Бацање копља детаљи   | Наталија Шиколенко · Белорусија                                             | 67,56        | Фелича Тиља · Румунија                                                                | 65,22       | Микаела Ингберг · Финска                                                       | 65,16    |
| Седмобој детаљи       | Гада Шуа · Сирија                                                           | 6651         | Светлана Москалец · Русија                                                            | 6575        | Рита Инанчи · Мађарска                                                         | 6522     |

Легенда: СР' = Светски рекорд, РСП = Рекорд светских првенстава, ЕР = Европски рекорд, ЈАР = Рекорд Јужне Америке, САР: рекорд Северне Америке, АФР: рекорд Африке, АЗР= рекорд Азије, ОКР= рекорд Океаније, СРС = Светски рекорд сезоне (најбоље време сезоне на свету), РС = Рекорд сезоне (најбоље време сезоне), НР = Национални рекорд, ЛР = Лични рекорд

### Биланс медаља
| Медаље земље домаћина |

Домаћин Шведска није освојила ниједну медаљу
|    | Земља                  |    |    |    |    |
| -- | ---------------------- | -- | -- | -- | -- |
| 1  | Сједињене Државе       | 7  | 1  | 4  | 12 |
| 2  | Кенија                 | 2  | 1  | 2  | 5  |
| 3  | Канада                 | 2  | 1  | 1  | 4  |
| 4  | Уједињено Краљевство   | 1  | 2  | 0  | 3  |
| 5  | Италија                | 1  | 1  | 1  | 3  |
| 6  | Финска                 | 1  | 1  | 0  | 2  |
| 6  | Куба                   | 1  | 1  | 0  | 2  |
| 6  | Шпанија                | 1  | 0  | 0  | 1  |
| 9  | Немачка                | 1  | 0  | 1  | 2  |
| 10 | Алжир                  | 1  | 0  | 0  | 1  |
| 10 | Бахаме                 | 1  | 0  | 0  | 1  |
| 10 | Данска                 | 1  | 0  | 0  | 1  |
| 10 | Етиопија               | 1  | 0  | 0  | 1  |
| 10 | Чешка                  | 1  | 0  | 0  | 1  |
| 10 | Таџикистан             | 1  | 0  | 0  | 1  |
| 10 | Украјина               | 1  | 0  | 0  | 1  |
| 17 | Белорусија             | 0  | 3  | 2  | 5  |
| 18 | Мароко                 | 0  | 3  | 0  | 3  |
| 19 | Јамајка                | 0  | 2  | 1  | 3  |
| 20 | Бурунди                | 0  | 1  | 0  | 1  |
| 21 | Аустралија             | 0  | 1  | 0  | 1  |
| 21 | Бермуди                | 0  | 1  | 0  | 1  |
| 21 | Мексико                | 0  | 1  | 0  | 1  |
| 21 | Намибија               | 0  | 1  | 0  | 1  |
| 21 | Русија                 | 0  | 1  | 0  | 1  |
| 21 | Замбија                | 0  | 1  | 0  | 1  |
| 27 | Француска              | 0  | 0  | 2  | 2  |
| 27 | Пољска                 | 0  | 0  | 2  | 2  |
| 29 | Бразил                 | 0  | 0  | 1  | 1  |
| 29 | Доминиканска Република | 0  | 0  | 1  | 1  |
| 29 | Намибија               | 0  | 0  | 1  | 1  |
| 29 | Нигер                  | 0  | 0  | 1  | 1  |
| 29 | Саудијска Арабија      | 0  | 0  | 1  | 1  |
| 29 | Тринидад и Тобаго      | 0  | 0  | 1  | 1  |
|    | Укупно (34)            | 24 | 24 | 24 | 72 |

|                      | Земља            |    |    |    |    |
| -------------------- | ---------------- | -- | -- | -- | -- |
| 1.                   | Сједињене Државе | 5  | 1  | 1  | 7  |
| 2.                   | Португалија      | 2  | 1  | 1  | 4  |
| 3.                   | Белорусија       | 2  | 0  | 0  | 2  |
| 4.                   | Русија           | 1  | 3  | 7  | 11 |
| 5.                   | Јамајка          | 1  | 2  | 1  | 4  |
| 5.                   | Немачка          | 1  | 2  | 1  | 4  |
| 7.                   | Италија          | 1  | 1  | 1  | 3  |
| 7.                   | Бугарска         | 1  | 1  | 1  | 3  |
| 9.                   | Куба             | 1  | 1  | 0  | 2  |
| 10.                  | Украјина         | 1  | 0  | 1  | 2  |
| 11.                  | Алжир            | 1  | 0  | 0  | 1  |
| 11.                  | Француска        | 1  | 0  | 0  | 1  |
| 11.                  | Чешка            | 1  | 0  | 0  | 1  |
| 11.                  | Сирија           | 1  | 0  | 0  | 1  |
| 15.                  | Румунија         | 0  | 2  | 1  | 3  |
| 16                   | Кина             | 0  | 1  | 1  | 2  |
| Уједињено Краљевство | 0                | 1  | 1  | 2  |    |
| 18                   | Бахаме           | 0  | 1  | 0  | 1  |
| Етиопија             | 0                | 1  | 0  | 1  |    |
| Казахстан            | 0                | 1  | 0  | 1  |    |
| Суринам              | 0                | 1  | 0  | 1  |    |
| 22                   | Бахаме           | 0  | 0  | 1  | 1  |
| Казахстан            | 0                | 0  | 1  | 1  |    |
| Суринам              | 0                | 0  | 1  | 1  |    |
|                      | Укупно (24)      | 20 | 20 | 20 | 60 |

## Биланс медаља укупно
|     | Земља                |    |    |    |     |
| --- | -------------------- | -- | -- | -- | --- |
| 1.  | Сједињене Државе     | 12 | 2  | 5  | 19  |
| 2.  | Белорусија           | 2  | 3  | 2  | 7   |
| 3.  | Њемачка              | 2  | 2  | 2  | 6   |
| 3.  | Италија              | 2  | 2  | 2  | 6   |
| 5.  | Куба                 | 2  | 2  | 0  | 4   |
| 6.  | Кенија               | 2  | 1  | 3  | 6   |
| 7   | Канада               | 2  | 1  | 1  | 4   |
| 7   | Португалија          | 2  | 1  | 1  | 4   |
| 9.  | Украјина             | 2  | 0  | 1  | 3   |
| 10. | Алжир                | 2  | 0  | 0  | 2   |
| 11. | Русија               | 1  | 4  | 7  | 12  |
| 12. | Јамајка              | 1  | 4  | 2  | 7   |
| 13. | Уједињено Краљевство | 1  | 3  | 1  | 5   |
| 14. | Финска               | 1  | 1  | 1  | 3   |
| 14. | Бугарска             | 1  | 1  | 1  | 3   |
| 16  | Бахами               | 1  | 1  | 0  | 2   |
| 16  | Етиопија             | 1  | 1  | 0  | 2   |
| 16  | Шпанија              | 1  | 1  | 0  | 2   |
| 19. | Француска            | 1  | 0  | 2  | 3   |
| 20  | Чешка                | 1  | 0  | 0  | 1   |
| 20  | Данска               | 1  | 0  | 0  | 1   |
| 20  | Ирска                | 1  | 0  | 0  | 1   |
| 20  | Сирија               | 1  | 0  | 0  | 1   |
| 20  | Таџикистан           | 1  | 0  | 0  | 1   |
| 25. | Мароко               | 0  | 3  | 1  | 4   |
| 26. | Румунија             | 0  | 2  | 0  | 2   |
| 27  | Аустралија           | 0  | 1  | 1  | 2   |
| 27  | Бурунди              | 0  | 1  | 1  | 2   |
| 29  | Бермуди              | 0  | 1  | 0  | 1   |
| 29  | Кина                 | 0  | 1  | 0  | 1   |
| 29  | Казахстан            | 0  | 1  | 0  | 1   |
| 29  | Мексико              | 0  | 1  | 0  | 1   |
| 29  | Намибија             | 0  | 1  | 0  | 1   |
| 29  | Суринам              | 0  | 1  | 0  | 1   |
| 29  | Замбија              | 0  | 1  | 0  | 1   |
| 36  | Мађарска             | 0  | 0  | 2  | 2   |
| 36  | Пољска               | 0  | 0  | 2  | 2   |
| 38  | Бразил               | 0  | 0  | 1  | 1   |
| 38  | Доминика             | 0  | 0  | 1  | 1   |
| 38  | Нигерија             | 0  | 0  | 1  | 1   |
| 38  | Норвешка             | 0  | 0  | 1  | 1   |
| 38  | Тринидад и Тобаго    | 0  | 0  | 1  | 1   |
| 38  | Саудијска Арабија    | 0  | 0  | 1  | 1   |
|     | Укупно {43}          | 44 | 44 | 44 | 132 |

## Атлетичари СФР Југославије на Светском првенству 1995
На првенству је учествоало 5 представика СФРЈ од који 4 мушкарца и 1 жена која се такмичила у две дисциплине. Није освојена ниједна медаља, а најбољи пласман имао је Александар Раковић 6 место у дисцилини 50 км ходање.

### Мушкарци
| Атлетичар          | Дисциплина   | Финале            | Финале            | Детаљи |
| Атлетичар          | Дисциплина   | Резултат          | Место             | Детаљи |
| ------------------ | ------------ | ----------------- | ----------------- | ------ |
| Борислав Девић     | маратон      | Није завршио трку | Није завршио трку |        |
| Александар Раковић | 50 км ходање | 3:49:35           | 6/41              |        |

Техничке дисциплине
| Атлетичар          | Дисциплина | Квалификације                      | Квалификације                      | Финале                             | Финале                             | Детаљи |
| Атлетичар          | Дисциплина | Резултат                           | Место                              | Резултат                           | Место                              | Детаљи |
| ------------------ | ---------- | ---------------------------------- | ---------------------------------- | ---------------------------------- | ---------------------------------- | ------ |
| Драгутин Топић     | скок увис  | 2,29                               | 1-2/35                             | 2,25                               | 8-10/12                            |        |
| Андреја Маринковић | скок удаљ  | Није прескочио норму. Нема пласман | Није прескочио норму. Нема пласман | Није прескочио норму. Нема пласман | Није прескочио норму. Нема пласман |        |

### Жене
Техничке дисциплине
| Атлетичарка      | Дисциплина   | Квалификације | Квалификације | Финале            | Финале            | Детаљи |
| Атлетичарка      | Дисциплина   | Резултат      | Место         | Резултат          | Место             | Детаљи |
| ---------------- | ------------ | ------------- | ------------- | ----------------- | ----------------- | ------ |
| Данијела Чуровић | бацање кугле | 16,30         | 18/26         | Није се пласирала | Није се пласирала |        |
| Данијела Чуровић | бацање диска | 56,88         | 23/33         | Није се пласирала | Није се пласирала |        |